# East River
East River (česky Východní řeka, ačkoliv o řeku technicky vzato nejde) je přílivová úžina v New Yorku na atlantském pobřeží USA. Propojuje záliv Upper New York Bay (estuár Hudsonu) na jihozápadě s větším průlivem Long Island Sound na východě. Odděluje Long Island (včetně městských částí Queens a Brooklyn) od ostrova Manhattan a od Bronxu. Kanál je dlouhý 26 kilometrů a je velmi nepravidelný a členitý, s řadou menších ostrovů (Roosevelt Island, Rikers Island a další). Šířka kolísá od cca 300 metrů až po několik kilometrů.
Užším průlivem Harlem River je East River propojena s Hudsonem a ze severu do ní ústí řeka Bronx. Úžinu překlenují některé významné newyorské mosty, např. Queensboro Bridge, Manhattan Bridge či Brooklyn Bridge. Pod jejím dnem také vede řada tunelů.

## Členění
East River má řadu zátok a zálivů, a zvláštní názvy mají i některé její části.
- Wallabout Bay – záliv s přístavem Brooklyn Navy Yard
- West Channel a East Channel – dvě ramena obtékající Roosevelt Island
- Pot Cove – zátoka u queenské čtvrti Astoria
- Hell Gate – pasáž mezi Long Islandem a Randalls and Wards Islandem
- Bowery Bay – záliv západně od letiště LaGuardia
- Flushing Bay – záliv východně od letiště LaGuardia

## Přítoky
Ze severní strany (od západu): Harlem River, Bronx River, Westchester Creek, Hutchinson River
Z jižní strany: Newtown Creek, Flushing Creek, Alley Creek, Gabler's Creek, Cutter Mill Creek, Whitney Creek